# 史彥斌
史彦斌，元朝邳州（今江苏省邳州市西南）人。
史彦斌喜欢学习，有孝行。至正十四年（1354年），发大水，金乡、鱼台的坟墓多被毁坏。史彦斌母亲去世，他怕有后患，于是打造厚棺，刻铭文为“邳州沙河店史彦斌母柩”，用四铁环钉其上，然后安葬。第二年，其墓果然被水所冲毁，史彦斌缚草做成人形，置于水中，仰天大呼：“母亲棺木遇水，不知在何处，愿天哀怜儿子之心，借此刍灵，指示母棺。”言罢，涕泣横流，于是乘舟随草人寻找。经过十余日，走了三百余里，草人停在桑林中，他看见母亲棺木在那里，于是载回去重新安葬。